# Cân i Gymru
Cân i Gymru (kymriska: En sång för Wales) är en kymriskt tv-program som sänds varje år på S4C sedan 1969. Programidén kom till när BBC Cymru övervägde möjligheterna att skicka ett kymriskt bidrag till Eurovisionsschlagerfestivalen. Ledningen i London bestämde dock att Storbritannien endast får skicka ett bidrag. Tävlingen har ändå hållits årligen med undantag av 1973 och samtliga bidrag sjungs på kymriska.

## Vinnare
| År   | Bidrag                     | Översättning               | Sångare/grupp                     |
| ---- | -------------------------- | -------------------------- | --------------------------------- |
| 2023 | Patagonia                  |                            | Dylan Morris                      |
| 2022 | Mae yna Le                 |                            | Ryland Teifi                      |
| 2021 | Bach o Hwne                |                            | Morgan Elwy Williams              |
| 2020 | Cyn i’r Llenni Gau         |                            | Gruffydd Wyn                      |
| 2019 | Fel Hyn 'da Ni Fod         |                            | Elidyr Glyn                       |
| 2018 | Cofio Hedd Wyn             |                            | Ceidwad y Gân                     |
| 2017 | Rhydd                      |                            | Cadi Gwyn Edwards                 |
| 2016 | Dim ond Un                 | Den ende                   | Cordia                            |
| 2015 | Y Lleuad a'r Sêr           | Månen och stjärnorna       | Elin Angharad                     |
| 2014 | Galw Amdanat Ti            | Kallar på dig              | Mirain Evans                      |
| 2013 | Mynd I Gorwen Hefo Alys    | Åker till Corwen med Alys  | Jessop a'r Sgweiri                |
| 2012 | Braf yw Cael Byw           | Livet känns bra            | Gai Toms                          |
| 2011 | Rhywun yn Rhywle           | Någon någonstans           | Tesni Jones                       |
| 2010 | Bws i'r Lleuad             | Buss till månen            | Tomos Wyn                         |
| 2009 | Gofidiau                   | Ånger                      | Elfed Morgan Morris               |
| 2008 | Atgofion                   | Minnen                     | Aled Myrddin                      |
| 2007 | Blwyddyn Mas               | Sabbatsår                  | Einir Dafydd and Ceri Wyn Jones   |
| 2006 | Lili'r nos                 | Nattens lilja              | Ryland Teifi                      |
| 2005 | Mi Glywais                 | Jag hörde                  | Rhydian Bowen Phillips            |
| 2004 | Dagrau Tawel               | Tysta tårar                | Rhian Mair Lewis                  |
| 2003 | Oes Lle I Mi               | Finns det plats för mig    | Non Parry & Steffan Rhys Williams |
| 2002 | Harbwr Diogel              | Säker bukt                 | Elin Fflur                        |
| 2001 | Dagrau Ddoe                | Gårdagens tårar            | Geinor Haf                        |
| 2000 | Cae o Yd                   | Majsfältet                 | Martin Beattie                    |
| 1999 | Torri'n Rhydd              | Bryta sig loss             | Steffan Rhys Williams             |
| 1998 | Rho Dy Law                 | Ge din hand                | Arwel Wyn Roberts                 |
| 1997 | Un Funud Fach              | En kort minut              | Bryn Fôn                          |
| 1996 | Cerrig yr Afon             | Flodens stenar             | Iwcs a Doyle                      |
| 1995 | Yr Ynys Werdd              | Den gröna ön               | Gwenda Owen                       |
| 1994 | Rhyw Ddydd                 | En dag                     | Geraint Griffiths                 |
| 1993 | Y Cam Nesa                 | Nästa steg                 | Paul Gregory                      |
| 1992 | Dal i Gredu                | Tror fortfarande           | Eifion Williams                   |
| 1991 | Yr Un Hen Le               | Samma gamla ställe         | Neil Williams a'r Band            |
| 1990 | Gwlad y Rasta Gwyn         | De vita rastornas land     | Sobin a'r Smaeliaid               |
| 1989 | Twll Triongl               | Trekantigt hål             | Hefin Huws                        |
| 1988 | Can Wini                   | Winis sång                 | Manon Lwyd                        |
| 1987 | Gloria Tyrd Adre           | Gloria kom hem             | Eryr Wen                          |
| 1986 | Be ddylwn i Dweud          | Vad ska jag säga           | Eirlys Parri                      |
| 1985 | Celilog y Gwynt            | Gräshoppor                 | Bwchadanas                        |
| 1984 | Y Cwm                      | Dalen                      | Geraint Griffiths                 |
| 1983 | Popeth ond y Gwir          | Allting förutom sanningen  | Linda Healey & Cleif Harpwood     |
| 1982 | Nid Llwynog Oedd yr Haul   | Solen var ingen räv        | Caryl Parry Jones & Bando         |
| 1981 | Dechrau Dyfodol            | Början på framtiden        | Beca                              |
| 1980 | Golau Tan Gwmwl            | Ljus under ett moln        | Plethyn                           |
| 1979 | Ni Welaf yr Haul           | Jag ser inte solen         | Pererin                           |
| 1978 | Angel ble wyt ti?          | Ängel var är du?           | Delwyn Sion & Brian               |
| 1977 | Dafydd ap Gwilym           | Dafydd ap Gwilym           | Cawl Sefin                        |
| 1976 | Y Llanc Glas Llygaid       | Den blåögda pojken         | Rhian Rowe                        |
| 1975 | Caledfwlch                 | Caledfwlch                 | Bran                              |
| 1974 | I gael Cymru'n Gymru Rhydd | För att få ett fritt Wales | Iris Williams                     |
| 1973 | Ingen tävling              |                            |                                   |
| 1972 | Pan ddaw'r Dydd            | När dagen kommer           | Heather Jones                     |
| 1971 | Nwy yn y Nen               | Rök i skyn                 | Eleri Lloyd                       |
| 1970 | Dydd o haf                 | Sommardag                  | Y Canolwyr                        |
| 1969 | Y Cwilt Cymreig            | Det kymriska täcket        | Margaret Williams                 |